# Satyrus bertrami
Satyrus bertrami är en fjärilsart som beskrevs av Zobrys 1927. Satyrus bertrami ingår i släktet Satyrus och familjen praktfjärilar. Inga underarter finns listade.